# Johann Georg Achbauer der Jüngere
Johann Georg Achbauer der Jüngere (auch: Aichbauer, Aychbauer, Aichpam, Aichpaur, Euchbaur; tschechisch: Jan Jiři Achbauer ml.; * 10. September 1680 in Prag; † 22. Juni 1737 ebenda) war ein böhmischer Baumeister des Barock.

## Biographie
Johann Georg Achbauer entstammte einer Baumeisterfamilie. Seine Eltern waren der gleichnamige Baumeister Johann Georg d. Ä. aus dem oberösterreichischen Landl und Anna Maria Lang aus Leitmeritz. Sie verwitwete 1683 und heiratete am 3. März 1685 den Baumeister Christoph Dientzenhofer, der für Johann Georgs Ausbildung sorgte. Zusammen mit dessen Sohn Kilian Ignaz Dientzenhofer hielt sich Johann Georg in Wien auf, wo beide in der Werkstatt des Johann Lucas von Hildebrandt gearbeitet haben sollen.
Mit Unterstützung seines Stiefvaters erhielt Johann Georg 1716 einen Fünfjahresvertrag für den Bau von Befestigungsanlagen in Brünn. 1728 erweiterte er die St.-Prokop-Kirche in Prag um einen Sakristeianbau. Im Auftrag des Freiherrn Johann Ignatius von Putz und Adlerthurn errichtete Johann Georg zusammen mit Octavio Broggio und Christoph Dientzenhofer 1708–1713 die Dreifaltigkeitskirche in der Prager Neustadt. 1734–1735 baute er zusammen mit seinem Stiefbruder K. I. Dientzenhofer die Christi-Geburts-Kirche im Loreto-Heiligtum auf dem Hradschin um.
Als Baumeister der nordböhmischen Besitzungen der Grafen Harrach werden ihm folgende Kirchenbauten zugeschrieben:
- Jiříkov (1724)
- Jilemnice[1] (1729)
- Staré Křečany (1736)

Johann Georgs Ehefrau ist namentlich nicht bekannt. 1707 und 1719 wurden seine Kinder in St. Nikolaus auf der Prager Kleinseite getauft. Als Taufpate ist der Baumeister Antonio Giovanni Lurago nachgewiesen.